# Seznam dílů seriálu Myšlenky zločince
Toto je seznam dílů seriálu Myšlenky zločince.

## Přehled řad
| Řada | Díly | Premiéra v USA | Premiéra v USA  | Premiéra v ČR | Premiéra v ČR |
| Řada | Díly | První díl      | Poslední díl    | První díl     | Poslední díl  |
| ---- | ---- | -------------- | --------------- | ------------- | ------------- |
| 1    | 22   | 22. září 2005  | 10. května 2006 | vysíláno      | vysíláno      |
| 2    | 23   | 20. září 2006  | 15. května 2007 | vysíláno      | vysíláno      |
| 3    | 20   | 26. září 2007  | 21. května 2008 | vysíláno      | vysíláno      |
| 4    | 26   | 24. září 2008  | 20. května 2009 | vysíláno      | vysíláno      |
| 5    | 23   | 23. září 2009  | 26. května 2010 | vysíláno      | vysíláno      |
| 6    | 24   | 22. září 2010  | 18. května 2011 | vysíláno      | vysíláno      |
| 7    | 24   | 21. září 2011  | 16. května 2012 | vysíláno      | vysíláno      |
| 8    | 24   | 26. září 2012  | 22. května 2013 | vysíláno      | vysíláno      |
| 9    | 24   | 25. září 2013  | 14. května 2014 | vysíláno      | vysíláno      |
| 10   | 23   | 1. října 2014  | 6. května 2015  |               |               |
| 11   | 22   | 30. září 2015  | 4. května 2016  |               |               |
| 12   | 22   | 28. září 2016  | 10. května 2017 | bude oznámeno | bude oznámeno |
| 13   | 22   | 27. září 2017  | 18. dubna 2018  | bude oznámeno | bude oznámeno |
| 14   | 15   | 3. října 2018  | 6. února 2019   | bude oznámeno | bude oznámeno |
| 15   | 10   | 8. ledna 2020  | 19. února 2020  | bude oznámeno | bude oznámeno |
| 16   | 10   | bude oznámeno  | bude oznámeno   | bude oznámeno | bude oznámeno |

## Seznam dílů

### První řada (2005–2006)
| Č. v seriálu | Č. v řadě | Původní název            | Český název              | Režie                | Scénář                         | Premiéra v USA     | Premiéra v ČR      |
| ------------ | --------- | ------------------------ | ------------------------ | -------------------- | ------------------------------ | ------------------ | ------------------ |
| 1            | 1         | Extreme Aggressor        | Extrémní agresor         | Richard Shepard      | Jeff Davis                     | 22. září 2005      | 26. září 2006      |
| 2            | 2         | Compulsion               | Pokušení                 | Charles Haid         | Jeff Davis                     | 28. září 2005      |                    |
| 3            | 3         | Won't Get Fooled Again   | Znovu se nesplést        | Kevin Bray           | Aaron Zelman                   | 5. října 2005      | 3. října 2006      |
| 4            | 4         | Plain Sight              | Jednoduchý pohled        | Matt Earl Beesley    | Edward Allen Bernero           | 12. října 2005     | 5. října 2006      |
| 5            | 5         | Broken Mirror            | Rozbité zrcadlo          | Guy Norman Bee       | Judith McCreary                | 19. října 2005     | 10. října 2006     |
| 6            | 6         | L.D.S.K.                 | L.D.S.K.                 | Ernest Dickerson     | Andrew Wilder                  | 2. listopadu 2005  | 12. října 2006     |
| 7            | 7         | The Fox                  | Liška                    | Guy Norman Bee       | Simon Mirren                   | 9. listopadu 2005  | 17. října 2006     |
| 8            | 8         | Natural Born Killer      | Takoví normální zabijáci | Peter Ellis          | Debra J. Fisher a Erica Messer | 16. listopadu 2005 | 19. října 2006     |
| 9            | 9         | Derailed                 | Vyšinutí                 | Félix Alcalá         | Jeff Davis                     | 23. listopadu 2005 | 24. října 2006     |
| 10           | 10        | The Popular Kids         | Populární děti           | Andy Wolk            | Edward Allen Bernero           | 30. listopadu 2005 | 26. října 2006     |
| 11           | 11        | Blood Hungry             | Krvavý hlad              | Charles Haid         | Ed Napier                      | 14. prosince 2005  | 31. října 2006     |
| 12           | 12        | What Fresh Hell          | Co za peklo?             | Adam Davidson        | Judith McCreary                | 11. ledna 2006     | 2. listopadu 2006  |
| 13           | 13        | Poison                   | Jed                      | Thomas J. Wright     | Aaron Zelman                   | 18. ledna 2006     | 7. listopadu 2006  |
| 14           | 14        | Riding the Lightning     | Jdi za světlem           | Chris Long           | Simon Mirren                   | 25. ledna 2006     | 9. listopadu 2006  |
| 15           | 15        | Unfinished Business      | Max                      | J. Miller Tobin      | Debra J. Fisher a Erica Messer | 1. března 2006     | 14. listopadu 2006 |
| 16           | 16        | The Tribe                | Kmen                     | Matt Earl Beesley    | Andrew Wilder                  | 8. března 2006     | 16. listopadu 2006 |
| 17           | 17        | A Real Rain              | Skutečný déšť            | Gloria Muzio         | Chris Mundy                    | 22. března 2006    | 21. listopadu 2006 |
| 18           | 18        | Somebody's Watching      | Někdo se dívá            | Paul Shapiro         | Ed Napier                      | 29. března 2006    | 23. listopadu 2006 |
| 19           | 19        | Machismo                 | Machismo                 | Guy Norman Bee       | Aaron Zelman                   | 12. dubna 2006     | 28. listopadu 2006 |
| 20           | 20        | Charm & Harm             | Půvab a zlo              | Félix Alcalá         | Debra J. Fisher a Erica Messer | 19. dubna 2006     | 30. listopadu 2006 |
| 21           | 21        | Secrets and Lies         | Tajemství a lži          | Matt Earl Beesley    | Simon Mirren                   | 3. května 2006     | 5. prosince 2006   |
| 22           | 22        | The Fisher King (Part 1) | Král rybářů: První část  | Edward Allen Bernero | Edward Allen Bernero           | 10. května 2006    | 7. prosince 2006   |

### Druhá řada (2006–2007)
| Č. v seriálu | Č. v řadě | Původní název                               | Český název              | Režie                 | Scénář                         | Premiéra v USA     | Premiéra v ČR     |
| ------------ | --------- | ------------------------------------------- | ------------------------ | --------------------- | ------------------------------ | ------------------ | ----------------- |
| 23           | 1         | The Fisher King (Part 2)                    | Král rybářů: Druhá část  | Gloria Muzio          | Edward Allen Bernero           | 20. září 2006      | 8. března 2007    |
| 24           | 2         | P911                                        | P911                     | Adam Davidson         | Simon Mirren                   | 27. září 2006      | 15. března 2007   |
| 25           | 3         | The Perfect Storm                           | Dokonalá bouře           | Félix Alcalá          | Debra J. Fisher a Erica Messer | 4. října 2006      | 22. března 2007   |
| 26           | 4         | Psychodrama                                 | Psychodrama              | Guy Norman Bee        | Aaron Zelman                   | 11. října 2006     | 29. března 2007   |
| 27           | 5         | Aftermath                                   | Následky                 | Tim Matheson          | Chris Mundy                    | 18. října 2006     | 5. dubna 2007     |
| 28           | 6         | The Boogeyman                               | Jedna musí z kola ven    | Steve Boyum           | Andi Bushell                   | 25. října 2006     | 12. dubna 2007    |
| 29           | 7         | North Mammon                                | North Mammon             | Matt Earl Beesley     | Andrew Wilder                  | 1. listopadu 2006  | 19. dubna 2007    |
| 30           | 8         | Empty Planet                                | Pustá planeta            | Elodie Keene          | Ed Napier                      | 8. listopadu 2006  | 26. dubna 2007    |
| 31           | 9         | The Last Word                               | Poslední slova           | Gloria Muzio          | Debra J. Fisher a Erica Messer | 15. listopadu 2006 | 3. května 2007    |
| 32           | 10        | Lessons Learned                             | Poučné lekce             | Guy Norman Bee        | Jim Clemente                   | 22. listopadu 2006 | 10. května 2007   |
| 33           | 11        | Sex, Birth, Death                           | Sex, narození, smrt      | Gwyneth Horder-Payton | Chris Mundy                    | 29. listopadu 2006 | 17. května 2007   |
| 34           | 12        | Profiler, Profiled                          | Profilování profilera    | Glenn Kershaw         | Edward Allen Bernero           | 13. prosince 2006  | 24. května 2007   |
| 35           | 13        | No Way Out                                  | Není cesty ven           | John Gallagher        | Simon Mirren                   | 17. ledna 2007     | 31. května 2007   |
| 36           | 14        | The Big Game                                | Velká hra                | Gloria Muzio          | Edward Allen Bernero           | 4. února 2007      | 7. června 2007    |
| 37           | 15        | Revelations                                 | Odhlalení                | Guy Norman Bee        | Chris Mundy                    | 7. února 2007      | 14. června 2007   |
| 38           | 16        | Fear and Loathing                           | Strach a odpor           | Rob Spera             | Aaron Zelman                   | 14. února 2007     | 28. června 2007   |
| 39           | 17        | Distress                                    | Strach                   | John F. Showalter     | Oanh Ly                        | 21. února 2007     | 28. června 2007   |
| 40           | 18        | Jones                                       | Jones                    | Steve Shill           | Andi Bushell                   | 28. února 2007     | 5. července 2007  |
| 41           | 19        | Ashes and Dust                              | Popel a prach            | John Gallagher        | Andrew Wilder                  | 21. března 2007    | 12. července 2007 |
| 42           | 20        | Honor Among Thieves                         | Zlodějská čest           | Jesús Treviño         | Aaron Zelman                   | 11. dubna 2007     | 19. července 2007 |
| 43           | 21        | Open Season                                 | Lovecká sezóna           | Félix Alcalá          | Debra J. Fisher a Erica Messer | 2. května 2007     | 26. července 2007 |
| 44           | 22        | Legacy                                      | Dědictví                 | Glenn Kershaw         | Edward Allen Bernero           | 9. května 2007     | 2. srpna 2007     |
| 45           | 23        | No Way Out, Part II: The Evilution of Frank | Není cesty ven (2. část) | Edward Allen Bernero  | Simon Mirren                   | 16. května 2007    | 9. srpna 2007     |

### Třetí řada (2007–2008)
| Č. v seriálu | Č. v řadě | Původní název        | Český název       | Režie                 | Scénář                         | Premiéra v USA     | Premiéra v ČR      |
| ------------ | --------- | -------------------- | ----------------- | --------------------- | ------------------------------ | ------------------ | ------------------ |
| 46           | 1         | Doubt                | Pochyby           | Gloria Muzio          | Chris Mundy                    | 26. září 2007      | 10. září 2008      |
| 47           | 2         | In Name and Blood    | Ve jménu krve     | Edward Allen Bernero  | Chris Mundy                    | 3. října 2007      | 17. září 2008      |
| 48           | 3         | Scared to Death      | Vystrašen k smrti | Félix Alcalá          | Debra J. Fisher a Erica Messer | 10. října 2007     | 24. září 2008      |
| 49           | 4         | Children of the Dark | Děti temnoty      | Guy Norman Bee        | Dan Dworkin a Jay Beattie      | 17. října 2007     | 1. října 2008      |
| 50           | 5         | Seven Seconds        | Sedm sekund       | John Gallagher        | Andi Bushell                   | 24. října 2007     | 8. října 2008      |
| 51           | 6         | About Face           | Obličeje          | Skipp Sudduth         | Charles Murray                 | 31. října 2007     | 15. října 2008     |
| 52           | 7         | Identity             | Identita          | Gwyneth Horder-Payton | Oanh Ly                        | 7. listopadu 2007  | 22. října 2008     |
| 53           | 8         | Lucky                | Lucky             | Steve Boyum           | Andrew Wilder                  | 14. listopadu 2007 | 29. října 2008     |
| 54           | 9         | Penelope             | Penelope          | Félix Alcalá          | Chris Mundy                    | 21. listopadu 2007 | 5. listopadu 2008  |
| 55           | 10        | True Night           | Pravá noc         | Edward Allen Bernero  | Edward Allen Bernero           | 28. listopadu 2007 | 12. listopadu 2008 |
| 56           | 11        | Birthright           | Prvorozenstvím    | John Gallagher        | Debra J. Fisher a Erica Messer | 12. prosince 2007  | 19. listopadu 2008 |
| 57           | 12        | 3rd Life             | 3. život          | Anthony Hemingway     | Simon Mirren                   | 9. ledna 2008      | 26. listopadu 2008 |
| 58           | 13        | Limelight            | Limelight         | Glenn Kershaw         | Dan Dworkin a Jay Beattie      | 23. ledna 2008     | 3. prosince 2008   |
| 59           | 14        | Damaged              | Poškozený         | Edward Allen Bernero  | Edward Allen Bernero           | 2. dubna 2008      | 10. prosince 2008  |
| 60           | 15        | A Higher Power       | Vyšší výkon       | Félix Alcalá          | Michael Udesky                 | 9. dubna 2008      | 17. prosince 2008  |
| 61           | 16        | Elephant's Memory    | Sloní paměť       | Bobby Roth            | Andrew Wilder                  | 16. dubna 2008     | 7. ledna 2009      |
| 62           | 17        | In Heat              | Teplo             | John Gallagher        | Andi Bushell                   | 30. dubna 2008     | 14. ledna 2009     |
| 63           | 18        | The Crossing         | Křižovatka        | Guy Norman Bee        | Debra J. Fisher a Erica Messer | 7. května 2008     | 21. ledna 2009     |
| 64           | 19        | Tabula Rasa          | Tabula Rasa       | Steve Boyum           | Dan Dworkin a Jay Beattie      | 14. května 2008    | 28. ledna 2009     |
| 65           | 20        | Lo-Fi                | Lo-Fi             | Glenn Kershaw         | Chris Mundy                    | 21. května 2008    | 4. února 2009      |

### Čtvrtá řada (2008–2009)
| Č. v seriálu | Č. v řadě | Původní název           | Český název            | Režie                 | Scénář                         | Premiéra v USA     | Premiéra v ČR   |
| ------------ | --------- | ----------------------- | ---------------------- | --------------------- | ------------------------------ | ------------------ | --------------- |
| 66           | 1         | Mayhem                  | Chaos                  | Edward Allen Bernero  | Simon Mirren                   | 24. září 2008      | 11. února 2009  |
| 67           | 2         | The Angel Maker         | Vykupitel              | Glenn Kershaw         | Dan Dworkin a Jay Beattie      | 1. října 2008      | 18. února 2009  |
| 68           | 3         | Minimal Loss            | Minimální ztráta       | Félix Alcalá          | Andrew Wilder                  | 8. října 2008      | 25. února 2009  |
| 69           | 4         | Paradise                | Cestou do ráje         | John Gallagher        | Debra J. Fisher a Erica Messer | 22. října 2008     | 4. března 2009  |
| 70           | 5         | Catching Out            | Na trati               | Charles Haid          | Oanh Ly                        | 29. října 2008     | 11. března 2009 |
| 71           | 6         | The Instincts           | Instinkty              | Rob Spera             | Chris Mundy                    | 5. listopadu 2008  | 18. března 2009 |
| 72           | 7         | Memoriam                | Vzpomínka              | Guy Norman Bee        | Dan Dworkin a Jay Beattie      | 12. listopadu 2008 | 25. března 2009 |
| 73           | 8         | Masterpiece             | Mistrovské dílo        | Paul Michael Glaser   | Edward Allen Bernero           | 19. listopadu 2008 | 1. dubna 2009   |
| 74           | 9         | 52 Pickup               | Svůdce                 | Bobby Roth            | Breen Frazier                  | 26. listopadu 2008 | 8. dubna 2009   |
| 75           | 10        | Brothers in Arms        | Bratrstvo ve zbrani    | Glenn Kershaw         | Holly Harold                   | 10. prosince 2008  | 15. dubna 2009  |
| 76           | 11        | Normal                  | Vlastně normální       | Steve Boyum           | Andrew Wilder                  | 17. prosince 2008  | 22. dubna 2009  |
| 77           | 12        | Soul Mates              | Spřízněné duše         | John Gallagher        | Debra J. Fisher a Erica Messer | 14. ledna 2009     | 29. dubna 2009  |
| 78           | 13        | Bloodline               | Síla tradice           | Tim Matheson          | Mark Linehan Bruner            | 21. ledna 2009     | 6. května 2009  |
| 79           | 14        | Cold Comfort            | Mrazivé uspokojení     | Anna J. Foerster      | Dan Dworkin a Jay Beattie      | 11. února 2009     | 13. května 2009 |
| 80           | 15        | Zoe's Reprise           | Smutná repríza         | Charles S. Carroll    | Oanh Ly                        | 18. února 2009     | 20. května 2009 |
| 81           | 16        | Pleasure Is My Business | Rozkoš je mým řemeslem | Gwyneth Horder-Payton | Breen Frazier                  | 25. února 2009     | 27. května 2009 |
| 82           | 17        | Demonology              | Smrtící rituál         | Edward Allen Bernero  | Chris Mundy                    | 11. března 2009    | 3. června 2009  |
| 83           | 18        | Omnivore                | Bostonský smrťák       | Nelson McCormick      | Andrew Wilder                  | 18. března 2009    | 10. června 2009 |
| 84           | 19        | House on Fire           | Dům v plamenech        | Félix Alcalá          | Holly Harold                   | 25. března 2009    | 17. června 2009 |
| 85           | 20        | Conflicted              | Rozštěpení             | Jason Alexander       | Rick Dunkle                    | 8. dubna 2009      | 24. srpna 2010  |
| 86           | 21        | A Shade of Gray         | Šedý stín              | Karen Gaviola         | Debra J. Fisher a Erica Messer | 22. dubna 2009     | 31. srpna 2010  |
| 87           | 22        | The Big Wheel           | Ďáblovo kolo           | Rob Hardy             | Simon Mirren                   | 29. dubna 2009     | 7. září 2010    |
| 88           | 23        | Roadkill                | Usmrcení na silnici    | Steve Boyum           | Dan Dworkin a Jay Beattie      | 6. května 2009     | 14. září 2010   |
| 89           | 24        | Amplification           | Zamoření               | John Gallagher        | Oanh Ly                        | 13. května 2009    | 21. září 2010   |
| 90           | 25        | To Hell…                | Do pekla... a zpět 1/2 | Charles Haid          | Chris Mundy                    | 20. května 2009    | 28. září 2010   |
| 91           | 26        | …And Back               | Do pekla... a zpět 2/2 | Edward Allen Bernero  | Edward Allen Bernero           | 20. května 2009    | 5. října 2010   |

### Pátá řada (2009–2010)
| Č. v seriálu | Č. v řadě | Původní název           | Český název         | Režie                | Scénář                                                        | Premiéra v USA     | Premiéra v ČR      |
| ------------ | --------- | ----------------------- | ------------------- | -------------------- | ------------------------------------------------------------- | ------------------ | ------------------ |
| 92           | 1         | Nameless, Faceless      | Vyděrač             | Charles S. Carroll   | Chris Mundy                                                   | 23. září 2009      | 12. října 2010     |
| 93           | 2         | Haunted                 | Syn vraha           | Jon Cassar           | Erica Messer                                                  | 30. září 2009      | 19. října 2010     |
| 94           | 3         | Reckoner                | Vraždy na zakázku   | Karen Gaviola        | Dan Dworkin a Jay Beattie                                     | 7. října 2009      | 26. října 2010     |
| 95           | 4         | Hopeless                | Bezmoc              | Félix Alcalá         | Chris Mundy                                                   | 14. října 2009     | 2. listopadu 2010  |
| 96           | 5         | Cradle to Grave         | Od kolébky do hrobu | Rob Spera            | Breen Frazier                                                 | 21. října 2009     | 9. listopadu 2010  |
| 97           | 6         | The Eyes Have It        | Prázdný pohled      | Glenn Kershaw        | Oanh Ly                                                       | 4. listopadu 2009  | 16. listopadu 2010 |
| 98           | 7         | The Performer           | Fanynka až za hrob  | John Badham          | Holly Harold                                                  | 11. listopadu 2009 | 23. listopadu 2010 |
| 99           | 8         | Outfoxed                | Napodobitel         | John Gallagher       | Simon Mirren                                                  | 18. listopadu 2009 | 30. listopadu 2010 |
| 100          | 9         | 100                     | Ochrana svědků      | Edward Allen Bernero | Bo Crese                                                      | 25. listopadu 2009 | 7. prosince 2010   |
| 101          | 10        | The Slave of Duty       | V lepší společnosti | Charles Haid         | Rick Dunkle                                                   | 9. prosince 2009   | 14. prosince 2010  |
| 102          | 11        | Retaliation             | Odplata             | Félix Alcalá         | Erica Messer                                                  | 16. prosince 2009  | 4. ledna 2011      |
| 103          | 12        | The Uncanny Valley      | Šílená sběratelka   | Anna J. Foerster     | Breen Frazier                                                 | 13. ledna 2010     | 11. ledna 2011     |
| 104          | 13        | Risky Business          | Riskantní podnik    | Rob Spera            | Jim Clemente                                                  | 20. ledna 2010     | 18. ledna 2011     |
| 105          | 14        | Parasite                | Parazit             | Charles S. Carroll   | Oanh Ly                                                       | 3. února 2010      | 25. ledna 2011     |
| 106          | 15        | Public Enemy            | Veřejný nepřítel    | Nelson McCormick     | Jess Prenter Prosser                                          | 10. února 2010     | 1. února 2011      |
| 107          | 16        | Mosley Lane             | Záhadná zmizení     | Matthew Gray Gubler  | Simon Mirren a Erica Messer                                   | 3. března 2010     | 8. února 2011      |
| 108          | 17        | Solitary Man            | Samotář             | Rob Hardy            | Kimberly Ann Harrison a Ryan Gibson                           | 10. března 2010    | 15. února 2011     |
| 109          | 18        | The Fight               | Na život a na smrt  | Richard Shepard      | námět: Chris Mundy a Edward Allen Bernero scénář: Chris Mundy | 7. dubna 2010      | 17. února 2011     |
| 110          | 19        | A Rite of Passage       | Svatá smrt          | John Gallagher       | Victor De Jesus                                               | 14. dubna 2010     | 22. února 2011     |
| 111          | 20        | …A Thousand Words       | Tetovaný            | Rosemary Rodriguez   | Edward Allen Bernero                                          | 5. května 2010     | 24. února 2011     |
| 112          | 21        | Exit Wounds             | Opuštěný            | Charles S. Carroll   | Rick Dunkle                                                   | 12. května 2010    | 1. března 2011     |
| 113          | 22        | The Internet Is Forever | Internet je věčný   | Glenn Kershaw        | Breen Frazier                                                 | 19. května 2010    | 3. března 2011     |
| 114          | 23        | Our Darkest Hour        | Černá hodinka       | Edward Allen Bernero | Erica Messer                                                  | 26. května 2010    | 8. března 2011     |

### Šestá řada (2010–2011)
| Č. v seriálu | Č. v řadě | Původní název              | Český název                | Režie                | Scénář                              | Premiéra v USA     | Premiéra v ČR     |
| ------------ | --------- | -------------------------- | -------------------------- | -------------------- | ----------------------------------- | ------------------ | ----------------- |
| 115          | 1         | The Longest Night          | Nejdelší noc               | Edward Allen Bernero | Edward Allen Bernero                | 22. září 2010      | 21. února 2012    |
| 116          | 2         | JJ                         | 12 hodin                   | Charles S. Carroll   | Erica Messer                        | 29. září 2010      | 28. února 2012    |
| 117          | 3         | Remembrance of Things Past | Řezník se vrací            | Glenn Kershaw        | Janine Sherman Barrois              | 6. října 2010      | 13. března 2012   |
| 118          | 4         | Compromising Positions     | Srovnávání pozic           | Guy Norman Bee       | Breen Frazier                       | 13. října 2010     | 20. března 2012   |
| 119          | 5         | Safe Haven                 | Útočiště                   | Andy Wolk            | Alicia Kirk                         | 20. října 2010     | 27. března 2012   |
| 120          | 6         | Devil's Night              | Ďáblova noc                | Charlie Haid         | Randy Huggins                       | 27. října 2010     | 3. dubna 2012     |
| 121          | 7         | Middle Man                 | Prostřední muž             | Rob Spera            | Rick Dunkle                         | 3. listopadu 2010  | 10. dubna 2012    |
| 122          | 8         | Reflection of Desire       | Odraz tužeb                | Anna Foerster        | Simon Mirren                        | 10. listopadu 2010 | 17. dubna 2012    |
| 123          | 9         | Into the Woods             | Do lesů                    | Glenn Kershaw        | Kimberly Ann Harrison               | 17. listopadu 2010 | 24. dubna 2012    |
| 124          | 10        | What Happens at Home       | Co se děje doma            | Jan Eliasberg        | Edward Allen Bernero                | 8. prosince 2010   | 1. května 2012    |
| 125          | 11        | 25 to Life                 | Dvacet pět let až doživotí | Charles S. Carroll   | Erica Messer                        | 15. prosince 2010  | 8. května 2012    |
| 126          | 12        | Corazon                    | Srdce                      | John Gallagher       | Katarina Wittich                    | 19. ledna 2011     | 15. května 2012   |
| 127          | 13        | The Thirteenth Step        | Třináctý krok              | Doug Aarniokoski     | Janine Sherman Barrois              | 26. ledna 2011     | 22. května 2012   |
| 128          | 14        | Sense Memory               | Smyslová paměť             | Rob Spera            | Randy Huggins                       | 9. února 2011      | 29. května 2012   |
| 129          | 15        | Today I Do                 | Dnes udělám                | Ali Selim            | Alicia Kirk                         | 16. února 2011     | 5. června 2012    |
| 130          | 16        | Coda                       | Skok na konec              | Rob Hardy            | Rick Dunkle                         | 23. února 2011     | 12. června 2012   |
| 131          | 17        | Valhalla                   | Valhalla                   | Charles S. Carroll   | Simon Mirren a Erica Messer         | 2. března 2011     | 19. června 2012   |
| 132          | 18        | Lauren                     | Lauren                     | Matthew Gray Gubler  | Breen Frazier                       | 16. března 2011    | 26. června 2012   |
| 133          | 19        | With Friends Like These... | Halucinace                 | Anna J. Foerster     | Janine Sherman Barrois              | 30. března 2011    | 3. července 2012  |
| 134          | 20        | Hanley Waters              | Pomsta                     | Jesse Warn           | Alicia Kirk a Randy Huggins         | 6. dubna 2011      | 10. července 2012 |
| 135          | 21        | The Stranger               | Cizinec                    | Nelson McCormick     | Kimberly Ann Harrison a Rick Dunkle | 13. dubna 2011     | 17. července 2012 |
| 136          | 22        | Out of the Light           | Mučitel                    | Doug Aarniokoski     | Roger Hedden                        | 4. května 2011     | 24. července 2012 |
| 137          | 23        | Big Sea                    | Tajemství mořského dna     | Glenn Kershaw        | Jim Clemente a Breen Frazier        | 11. května 2011    | 31. července 2012 |
| 138          | 24        | Supply & Demand            | Zákon nabídky a poptávky   | Charles S. Carroll   | Erica Messer                        | 18. května 2011    | 7. srpna 2012     |

### Sedmá řada (2011–2012)
| Č. v seriálu | Č. v řadě | Původní název              | Český název | Režie               | Scénář                 | Premiéra v USA     | Premiéra v ČR      |
| ------------ | --------- | -------------------------- | ----------- | ------------------- | ---------------------- | ------------------ | ------------------ |
| 139          | 1         | It Takes a Village         |             | Glenn Kershaw       | Erica Messer           | 21. září 2011      | 27. srpna 2013     |
| 140          | 2         | Proof                      |             | Karen Gaviola       | Janine Sherman Barrois | 28. září 2011      | 3. září 2013       |
| 141          | 3         | Dorado Falls               |             | Félix Alcalá        | Sharon Lee Watson      | 5. října 2011      | 10. září 2013      |
| 142          | 4         | Painless                   |             | Larry Teng          | Breen Frazier          | 12. října 2011     | 17. září 2013      |
| 143          | 5         | From Childhood's Hour      |             | Anna J. Foerster    | Bruce Zimmerman        | 19. října 2011     | 24. září 2013      |
| 144          | 6         | Epilogue                   |             | Guy Ferland         | Rick Dunkle            | 2. listopadu 2011  | 1. října 2013      |
| 145          | 7         | There's No Place Like Home |             | Rob Spera           | Virgil Williams        | 9. listopadu 2011  | 8. října 2013      |
| 146          | 8         | Hope                       |             | Michael Watkins     | Kimberly Ann Harrison  | 16. listopadu 2011 | 15. října 2013     |
| 147          | 9         | Self-Fulfilling Prophecy   |             | Charlie Haid        | Erica Messer           | 7. prosince 2011   | 22. října 2013     |
| 148          | 10        | The Bittersweet Science    |             | Rob Hardy           | Janine Sherman Barrois | 14. prosince 2011  | 29. října 2013     |
| 149          | 11        | True Genius                |             | Glenn Kershaw       | Sharon Lee Watson      | 18. ledna 2012     | 5. listopadu 2013  |
| 150          | 12        | Unknown Subject"           |             | Michael Lange       | Breen Frazier          | 25. ledna 2012     | 12. listopadu 2013 |
| 151          | 13        | Snake Eyes                 |             | Doug Aarniokoski    | Bruce Zimmerman        | 8. února 2012      | 19. listopadu 2013 |
| 152          | 14        | Closing Time               |             | Jesse Warn          | Rick Dunkle            | 15. února 2012     | 26. listopadu 2013 |
| 153          | 15        | A Thin Line                |             | Michael Watkins     | Virgil Williams        | 22. února 2012     | 3. prosince 2013   |
| 154          | 16        | A Family Affair            |             | Rob Spera           | Kimberly Ann Harrison  | 29. února 2012     | 10. prosince 2013  |
| 155          | 17        | I Love You, Tommy Brown    |             | John Terlesky       | Janine Sherman Barrois | 14. března 2012    | 17. prosince 2013  |
| 156          | 18        | Foundation                 |             | Dermott Downs       | Jim Clemente           | 21. března 2012    | 7. ledna 2014      |
| 157          | 19        | Heathridge Manor           |             | Matthew Gray Gubler | Sharon Lee Watson      | 4. dubna 2012      | 14. ledna 2014     |
| 158          | 20        | The Company                |             | Nelson McCormick    | Breen Frazier          | 11. dubna 2012     | 21. ledna 2014     |
| 159          | 21        | Divining Rod               |             | Doug Aarniokoski    | Bruce Zimmerman        | 2. května 2012     | 28. ledna 2014     |
| 160          | 22        | Profiling 101              |             | Félix Alcalá        | Virgil Williams        | 9. května 2012     | 4. února 2014      |
| 161          | 23        | Hit                        |             | Michael Lange       | Rick Dunkle            | 16. května 2012    | 11. února 2014     |
| 162          | 24        | Run                        |             | Glenn Kershaw       | Erica Messer           | 16. května 2012    | 18. února 2014     |

### Osmá řada (2012–2013)
| Č. v seriálu | Č. v řadě | Původní název             | Český název | Režie               | Scénář                                              | Premiéra v USA     | Premiéra v ČR     |
| ------------ | --------- | ------------------------- | ----------- | ------------------- | --------------------------------------------------- | ------------------ | ----------------- |
| 163          | 1         | The Silencer              |             | Glenn Kershaw       | Erica Messer                                        | 26. září 2012      | 25. února 2014    |
| 164          | 2         | The Pact                  |             | Karen Gaviola       | Janine Sherman Barrois                              | 10. října 2012     | 4. března 2014    |
| 165          | 3         | Through the Looking Glass |             | Dermott Downs       | Sharon Lee Watson                                   | 17. října 2012     | 11. března 2014   |
| 166          | 4         | God Complex               |             | Larry Teng          | Breen Frazier                                       | 24. října 2012     | 18. března 2014   |
| 167          | 5         | The Good Earth            |             | John Terlesky       | Bruce Zimmerman                                     | 31. října 2012     | 25. března 2014   |
| 168          | 6         | The Apprenticeship        |             | Rob Bailey          | Virgil Williams                                     | 7. listopadu 2012  | 1. dubna 2014     |
| 169          | 7         | The Fallen                |             | Doug Aarniokoski    | námět: Rick Dunkle a Danny Ramm scénář: Rick Dunkle | 14. listopadu 2012 | 8. dubna 2014     |
| 170          | 8         | The Wheels on the Bus…    |             | Rob Hardy           | Kimberly Ann Harrison                               | 21. listopadu 2012 | 15. dubna 2014    |
| 171          | 9         | Magnificent Light         |             | John T. Kretchmer   | Sharon Lee Watson                                   | 28. listopadu 2012 | 22. dubna 2014    |
| 172          | 10        | The Lesson                |             | Matthew Gray Gubler | Janine Sherman Barrois                              | 5. prosince 2012   | 29. dubna 2014    |
| 173          | 11        | Perennials                |             | Michael Lange       | Bruce Zimmerman                                     | 12. prosince 2012  | 6. května 2014    |
| 174          | 12        | Zugzwang                  |             | Jesse Warn          | Breen Frazier                                       | 16. ledna 2013     | 13. května 2014   |
| 175          | 13        | Magnum Opus               |             | Glenn Kershaw       | Jason J. Bernero                                    | 23. ledna 2013     | 20. května 2014   |
| 176          | 14        | All That Remain           |             | Thomas Gibson       | Erica Messer                                        | 6. února 2013      | 27. května 2014   |
| 177          | 15        | Broken                    |             | Larry Teng          | Rick Dunkle                                         | 20. února 2013     | 3. června 2014    |
| 178          | 16        | Carbon Copy               |             | Rob Hardy           | Virgil Williams                                     | 27. února 2013     | 10. června 2014   |
| 179          | 17        | The Gathering             |             | Michael Lange       | Kimberly Ann Harrison                               | 20. března 2013    | 17. června 2014   |
| 180          | 18        | Restoration               |             | Félix Alcalá        | Jim Clemente a Janine Sherman Barrois               | 3. dubna 2013      | 24. června 2014   |
| 181          | 19        | Pay It Forward            |             | John Terlesky       | Bruce Zimmerman                                     | 10. dubna 2013     | 1. července 2014  |
| 182          | 20        | Alchemy                   |             | Matthew Gray Gubler | Sharon Lee Watson                                   | 1. května 2013     | 8. července 2014  |
| 183          | 21        | Nanny Dearest             |             | Doug Aarniokoski    | Virgil Williams                                     | 8. května 2013     | 15. července 2014 |
| 184          | 22        | #6                        |             | Karen Gaviola       | Breen Frazier                                       | 15. května 2013    | 22. července 2014 |
| 185          | 23        | Brothers Hotchner         |             | Rob Bailey          | Rick Dunkle                                         | 22. května 2013    | 9. července 2014  |
| 186          | 24        | The Replicator            |             | Glenn Kershaw       | Erica Messer                                        | 22. května 2013    | 5. srpna 2014     |

### Devátá řada (2013–2014)
| Č. v seriálu | Č. v řadě | Původní název                | Český název    | Režie               | Scénář                                              | Premiéra v USA     | Premiéra v ČR     |
| ------------ | --------- | ---------------------------- | -------------- | ------------------- | --------------------------------------------------- | ------------------ | ----------------- |
| 187          | 1         | The Inspiration              | Inspirace      | Glenn Kershaw       | Janine Sherman Barrois                              | 25. září 2013      | 10. února 2015    |
| 188          | 2         | The Inspired                 | Inspirující    | Larry Teng          | Breen Frazier                                       | 2. října 2013      | 17. února 2015    |
| 189          | 3         | Final Shot                   | Poslední zásah | Bethany Rooney      | Sharon Lee Watson                                   | 9. října 2013      | 24. února 2015    |
| 190          | 4         | To Bear Witness              |                | Rob Bailey          | Erica Messer                                        | 16. října 2013     | 2. března 2015    |
| 191          | 5         | Route 66                     |                | Doug Aarniokoski    | Virgil Williams                                     | 23. října 2013     | 9. března 2015    |
| 192          | 6         | In the Blood                 |                | Michael Lange       | Bruce Zimmerman                                     | 30. října 2013     | 16. března 2015   |
| 193          | 7         | Gatekeeper                   |                | Matthew Gray Gubler | Rick Dunkle                                         | 6. listopadu 2013  | 22. března 2015   |
| 194          | 8         | The Return                   |                | John Terlesky       | Kimberly Ann Harrison                               | 13. listopadu 2013 | 30. března 2015   |
| 195          | 9         | Strange Fruit                |                | Constantine Makris  | Janine Sherman Barrois                              | 20. listopadu 2013 | 6. dubna 2015     |
| 196          | 10        | The Caller                   |                | Rob Bailey          | Sharon Lee Watson                                   | 27. listopadu 2013 | 13. dubna 2015    |
| 197          | 11        | Bully                        |                | Glenn Kershaw       | Virgil Williams                                     | 11. prosince 2013  | 20. dubna 2015    |
| 198          | 12        | The Black Queen              |                | Tawnia McKiernan    | Breen Frazier                                       | 15. ledna 2014     | 27. dubna 2015    |
| 199          | 13        | The Road Home                |                | Joe Mantegna        | Bruce Zimmerman                                     | 22. ledna 2014     | 4. dubna 2015     |
| 200          | 14        | 200                          |                | Larry Teng          | Rick Dunkle                                         | 5. února 2014      | 11. května 2015   |
| 201          | 15        | Mr. & Mrs. Anderson          |                | Félix Alcalá        | Kimberly Ann Harrison                               | 19. února 2014     | 18. května 2015   |
| 202          | 16        | Gabby                        |                | Thomas Gibson       | Jim Clemente a Erica Messer                         | 26. února 2014     | 25. května 2015   |
| 203          | 17        | Persuasion                   |                | Rob Lieberman       | Sharon Lee Watson                                   | 5. března 2014     | 1. června 2015    |
| 204          | 18        | Rabid                        |                | Doug Aarniokoski    | Virgil Williams                                     | 12. března 2014    | 8. června 2015    |
| 205          | 19        | The Edge of Winter           |                | Hanelle Culpepper   | Janine Sherman Barrois                              | 19. března 2014    | 15. června 2015   |
| 206          | 20        | Blood Relations              |                | Matthew Gray Gubler | Breen Frazier                                       | 2. dubna 2014      | 22. června 2015   |
| 207          | 21        | What Happens In Mecklinburg… |                | Rob Hardy           | Ticona S. Joy                                       | 9. dubna 2014      | 29. června 2015   |
| 208          | 22        | Fatal                        |                | Larry Teng          | Bruce Zimmerman                                     | 30. dubna 2014     | 6. července 2015  |
| 209          | 23        | Angels                       |                | Rob Bailey          | Rick Dunkle, Breen Frazier a Janine Sherman Barrois | 7. května 2014     | 13. července 2015 |
| 210          | 24        | Demons                       |                | Glenn Kershaw       | Erica Messer                                        | 14. května 2014    | 20. července 2015 |

### Desátá řada (2014–2015)
| Č. v seriálu | Č. v řadě | Původní název              | Český název | Režie               | Scénář                                                      | Premiéra v USA     | Premiéra v ČR |
| ------------ | --------- | -------------------------- | ----------- | ------------------- | ----------------------------------------------------------- | ------------------ | ------------- |
| 211          | 1         | X                          |             | Glenn Kershaw       | Erica Messer                                                | 1. října 2014      |               |
| 212          | 2         | Burn                       |             | Karen Gaviola       | Janine Sherman Barrois                                      | 8. října 2014      |               |
| 213          | 3         | A Thousand Suns            |             | Rob Bailey          | Sharon Lee Watson                                           | 15. října 2014     |               |
| 214          | 4         | The Itch                   |             | Larry Teng          | Breen Frazier                                               | 22. října 2014     |               |
| 215          | 5         | Boxed In                   |             | Thomas Gibson       | Virgil Williams                                             | 29. října 2014     |               |
| 216          | 6         | If the Shoe Fits           |             | Bethany Rooney      | Bruce Zimmerman                                             | 5. listopadu 2014  |               |
| 217          | 7         | Hashtag                    |             | Constantine Makris  | Rick Dunkle                                                 | 12. listopadu 2014 |               |
| 218          | 8         | The Boys of Sudworth Place |             | Laura Belsey        | Kimberly Ann Harrison                                       | 19. listopadu 2014 |               |
| 219          | 9         | Fate                       |             | Rob Bailey          | Janine Sherman Barrois                                      | 26. listopadu 2014 |               |
| 220          | 10        | Amelia Porter              |             | Alrick Riley        | Sharon Lee Watson                                           | 10. prosince 2014  |               |
| 221          | 11        | The Forever People         |             | Tawnia McKiernan    | Breen Frazier                                               | 14. ledna 2015     |               |
| 222          | 12        | Anonymous                  |             | Joe Mantegna        | námět: Danny Ramm a Bruce Zimmerman scénář: Bruce Zimmerman | 21. ledna 2015     |               |
| 223          | 13        | Nelson's Sparrow           |             | Glenn Kershaw       | Kirsten Vangsness a Erica Messer                            | 28. ledna 2015     |               |
| 224          | 14        | Hero Worship               |             | Larry Teng          | Rick Dunkle                                                 | 4. února 2015      |               |
| 225          | 15        | Scream                     |             | Hanelle Culpepper   | Kimberly Ann Harrison                                       | 11. února 2015     |               |
| 226          | 16        | Lockdown                   |             | Thomas Gibson       | Virgil Williams                                             | 4. března 2015     |               |
| 227          | 17        | Breath Play                |             | Hanelle Culpepper   | Erik Stiller                                                | 11. března 2015    |               |
| 228          | 18        | Rock Creek Park            |             | Félix Alcalá        | Sharon Lee Watson                                           | 25. března 2015    |               |
| 229          | 19        | Beyond Borders             |             | Glenn Kershaw       | Erica Messer                                                | 8. dubna 2015      |               |
| 230          | 20        | A Place at the Table       |             | Laura Belsey        | Bruce Zimmerman                                             | 15. dubna 2015     |               |
| 231          | 21        | Mr. Scratch                |             | Matthew Gray Gubler | Breen Frazier                                               | 22. dubna 2015     |               |
| 232          | 22        | Protection                 |             | Tawnia McKiernan    | Virgil Williams                                             | 29. dubna 2015     |               |
| 233          | 23        | The Hunt                   |             | Glenn Kershaw       | Jim Clemente a Janine Sherman Barrois                       | 6. května 2015     |               |

### Jedenáctá řada (2015–2016)
| Č. v seriálu | Č. v řadě | Původní název         | Český název | Režie               | Scénář                           | Premiéra v USA     | Premiéra v ČR |
| ------------ | --------- | --------------------- | ----------- | ------------------- | -------------------------------- | ------------------ | ------------- |
| 234          | 1         | The Job               |             | Glenn Kershaw       | Breen Frazier                    | 30. září 2015      |               |
| 235          | 2         | The Witness           |             | John Terlesky       | Sharon Lee Watson                | 7. října 2015      |               |
| 236          | 3         | 'Til Death Do Us Part |             | Joe Mantegna        | Karen Maser                      | 14. října 2015     |               |
| 237          | 4         | Outlaw                |             | Larry Teng          | Virgil Williams                  | 21. října 2015     |               |
| 238          | 5         | The Night Watch       |             | Thomas Gibson       | Bruce Zimmerman                  | 28. října 2015     |               |
| 239          | 6         | Pariahville           |             | Félix Alcalá        | Erik Stiller                     | 4. listopadu 2015  |               |
| 240          | 7         | Target Rich           |             | Glenn Kershaw       | Jim Clemente                     | 11. listopadu 2015 |               |
| 241          | 8         | Awake                 |             | Christoph Schrewe   | Kimberly Ann Harrison            | 18. listopadu 2015 |               |
| 242          | 9         | Internal Affairs      |             | Diana C. Valentine  | Sharon Lee Watson                | 2. prosince 2015   |               |
| 243          | 10        | Future Perfect        |             | Laura Belsey        | Bruce Zimmerman                  | 9. prosince 2015   |               |
| 244          | 11        | Entropy               |             | Heather Cappiello   | Breen Frazier                    | 13. ledna 2016     |               |
| 245          | 12        | Drive                 |             | Tawnia McKiernan    | Karen Maser                      | 20. ledna 2016     |               |
| 246          | 13        | The Bond              |             | Hanelle Culpepper   | Kimberly Ann Harrison            | 27. ledna 2016     |               |
| 247          | 14        | Hostage               |             | Bethany Rooney      | Virgil Williams                  | 10. února 2016     |               |
| 248          | 15        | A Badge and a Gun     |             | Rob Bailey          | Jim Clemente                     | 24. února 2016     |               |
| 249          | 16        | Derek                 |             | Thomas Gibson       | Breen Frazier                    | 2. března 2016     |               |
| 250          | 17        | The Sandman           |             | Joe Mantegna        | Bruce Zimmerman                  | 16. března 2016    |               |
| 251          | 18        | A Beautiful Disaster  |             | Matthew Gray Gubler | Kirsten Vangsness a Erica Messer | 23. března 2016    |               |
| 252          | 19        | Tribute               |             | Tawnia McKiernan    | Virgil Williams                  | 30. března 2016    |               |
| 253          | 20        | Inner Beauty          |             | Alec Smight         | Haben Merker                     | 13. dubna 2016     |               |
| 254          | 21        | Devil's Backbone      |             | Félix Alcalá        | Sharon Lee Watson                | 20. dubna 2016     |               |
| 255          | 22        | The Storm             |             | Glenn Kershaw       | Erica Messer a Breen Frazier     | 4. května 2016     |               |

### Dvanáctá řada (2016–2017)
| Č. v seriálu | Č. v řadě | Původní název         | Český název | Režie               | Scénář                           | Premiéra v USA     | Premiéra v ČR |
| ------------ | --------- | --------------------- | ----------- | ------------------- | -------------------------------- | ------------------ | ------------- |
| 256          | 1         | The Crimson King      |             | Glenn Kershaw       | Breen Frazier                    | 28. září 2016      |               |
| 257          | 2         | Sick Day              |             | Larry Teng          | Virgil Williams                  | 5. října 2016      |               |
| 258          | 3         | Taboo                 |             | Alec Smight         | Karen Maser                      | 12. října 2016     |               |
| 259          | 4         | Keeper                |             | Sharat Raju         | Bruce Zimmerman                  | 26. října 2016     |               |
| 260          | 5         | The Anti-Terror Squad |             | Tawnia McKiernan    | Stephanie Sengupta               | 9. listopadu 2016  |               |
| 261          | 6         | Elliott's Pond        |             | Matthew Gray Gubler | Erica Messer                     | 16. listopadu 2016 |               |
| 262          | 7         | Mirror Image          |             | Joe Mantegna        | Breen Frazier                    | 30. listopadu 2016 |               |
| 263          | 8         | Scarecrow             |             | Christoph Schrewe   | Karen Maser                      | 7. prosince 2016   |               |
| 264          | 9         | Profiling 202         |             | Rob Bailey          | Virgil Williams                  | 4. ledna 2017      |               |
| 265          | 10        | Seek and Destroy      |             | Diana C. Valentine  | Erik Stiller                     | 11. ledna 2017     |               |
| 266          | 11        | Surface Tension       |             | Oz Scott            | Bruce Zimmerman                  | 1. února 2017      |               |
| 267          | 12        | A Good Husband        |             | Laura Belsey        | Jim Clemente                     | 8. února 2017      |               |
| 268          | 13        | Spencer               |             | Glenn Kershaw       | Kirsten Vangsness a Erica Messer | 15. února 2017     |               |
| 269          | 14        | Collision Course      |             | Alec Smight         | Stephanie Sengupta               | 22. února 2017     |               |
| 270          | 15        | Alpha Male            |             | Rob Bailey          | Karen Maser                      | 1. března 2017     |               |
| 271          | 16        | Assistance Is Futile  |             | Leon Ichaso         | Virgil Williams                  | 15. března 2017    |               |
| 272          | 17        | In The Dark           |             | Diana C. Valentine  | Dania Bennett                    | 22. března 2017    |               |
| 273          | 18        | Hell's Kitchen        |             | Simon Mirren        | Erica Messer                     | 29. března 2017    |               |
| 274          | 19        | True North            |             | Joe Mantegna        | Bruce Zimmerman                  | 5. dubna 2017      |               |
| 275          | 20        | Unforgettable         |             | Carlos Bernard      | Stephanie Sengupta               | 26. dubna 2017     |               |
| 276          | 21        | Green Light           |             | Alec Smight         | Erik Stiller                     | 3. května 2017     |               |
| 277          | 22        | Red Light             |             | Glenn Kershaw       | Breen Frazier                    | 10. května 2017    |               |

### Třináctá řada (2017–2018)
| Č. v seriálu | Č. v řadě | Původní název        | Český název   | Režie               | Scénář                           | Premiéra v USA     | Premiéra v ČR |
| ------------ | --------- | -------------------- | ------------- | ------------------- | -------------------------------- | ------------------ | ------------- |
| 278          | 1         | Wheels Up            | bude oznámeno | Glenn Kershaw       | Breen Frazier                    | 27. září 2017      | bude oznámeno |
| 279          | 2         | To a Better Place    | bude oznámeno | Diana Valentine     | Bruce Zimmerman                  | 4. října 2017      | bude oznámeno |
| 280          | 3         | Blue Angel           | bude oznámeno | Sharat Raju         | Christopher Barbour              | 11. října 2017     | bude oznámeno |
| 281          | 4         | Killer App           | bude oznámeno | Alec Smight         | Stephanie SenGupta               | 18. října 2017     | bude oznámeno |
| 282          | 5         | Lucky Strikes        | bude oznámeno | Tawnia McKiernan    | Jim Clemente                     | 25. října 2017     | bude oznámeno |
| 283          | 6         | The Bunker           | bude oznámeno | Aisha Tyler         | Karen Maser                      | 8. listopadu 2017  | bude oznámeno |
| 284          | 7         | Dust and Bones       | bude oznámeno | Marcus Stokes       | Erica Meredith                   | 15. listopadu 2017 | bude oznámeno |
| 285          | 8         | Neon Demon           | bude oznámeno | Bethany Rooney      | Erik Stiller                     | 22. listopadu 2017 | bude oznámeno |
| 286          | 9         | False Flag           | bude oznámeno | Joe Mantegna        | Breen Frazier                    | 6. prosince 2017   | bude oznámeno |
| 287          | 10        | Submerged            | bude oznámeno | Rob Bailey          | Bruce Zimmerman                  | 3. ledna 2018      | bude oznámeno |
| 288          | 11        | Full-Tilt Boogie     | bude oznámeno | Simon Mirren        | Erica Messer a Kirsten Vangsness | 10. ledna 2018     | bude oznámeno |
| 289          | 12        | Bad Moon on the Rise | bude oznámeno | Christoph Schrewe   | Karen Maser                      | 17. ledna 2018     | bude oznámeno |
| 290          | 13        | Cure                 | bude oznámeno | Glenn Kershaw       | Christopher Barbour              | 24. ledna 2018     | bude oznámeno |
| 291          | 14        | Miasma               | bude oznámeno | Leon Ichaso         | Erica Meredith                   | 31. ledna 2018     | bude oznámeno |
| 292          | 15        | Annihilator          | bude oznámeno | Rob Bailey          | Erik Stiller                     | 7. března 2018     | bude oznámeno |
| 293          | 16        | Last Gasp            | bude oznámeno | Adam Rodriguez      | Stephanie SenGupta               | 14. března 2018    | bude oznámeno |
| 294          | 17        | The Capilano's       | bude oznámeno | Matthew Gray Gubler | Erica Messer                     | 21. března 2018    | bude oznámeno |
| 295          | 18        | The Dance of Love    | bude oznámeno | Joe Mantegna        | Bruce Zimmerman                  | 28. března 2018    | bude oznámeno |
| 296          | 19        | Ex Parte             | bude oznámeno | Lily Mariye         | Christopher Barbour              | 4. dubna 2018      | bude oznámeno |
| 297          | 20        | All You Can Eat      | bude oznámeno | Diana Valentine     | Karen Maser                      | 11. dubna 2018     | bude oznámeno |
| 298          | 21        | Mixed Signals        | bude oznámeno | Alec Smight         | Erica Meredith a Erik Stiller    | 18. dubna 2018     | bude oznámeno |
| 299          | 22        | Believer             | bude oznámeno | Glenn Kershaw       | Breen Frazier                    | 18. dubna 2018     | bude oznámeno |

### Čtrnáctá řada (2018–2019)
| Č. v seriálu | Č. v řadě | Původní název   | Český název   | Režie               | Scénář                        | Premiéra v USA     | Premiéra v ČR |
| ------------ | --------- | --------------- | ------------- | ------------------- | ----------------------------- | ------------------ | ------------- |
| 300          | 1         | 300             | bude oznámeno | Glenn Kershaw       | Erica Messer                  | 3. října 2018      | bude oznámeno |
| 301          | 2         | Starter Home    | bude oznámeno | Diana C. Valentine  | Bruce Zimmerman               | 10. října 2018     | bude oznámeno |
| 302          | 3         | Rule 34         | bude oznámeno | Alec Smight         | Christopher Barbour           | 17. října 2018     | bude oznámeno |
| 303          | 4         | Innocence       | bude oznámeno | Lily Mariye         | Stephanie Sengupta            | 24. října 2018     | bude oznámeno |
| 304          | 5         | The Tall Man    | bude oznámeno | Matthew Gray Gubler | Breen Frazier                 | 31. října 2018     | bude oznámeno |
| 305          | 6         | Luke            | bude oznámeno | Joe Mantegna        | Erik Stiller                  | 7. listopadu 2018  | bude oznámeno |
| 306          | 7         | Twenty Seven    | bude oznámeno | Sharat Raju         | Erica Meredith                | 14. listopadu 2018 | bude oznámeno |
| 307          | 8         | Ashley          | bude oznámeno | Adam Rodriguez      | Stephanie Birkitt             | 21. listopadu 2018 | bude oznámeno |
| 308          | 9         | Broken Wing     | bude oznámeno | Aisha Tyler         | Jim Clemente                  | 5. prosince 2018   | bude oznámeno |
| 309          | 10        | Flesh and Blood | bude oznámeno | Glenn Kershaw       | Christopher Barbour           | 12. prosince 2018  | bude oznámeno |
| 310          | 11        | Night Lights    | bude oznámeno | Nelson McCormick    | Heather Noel Aldridge         | 2. ledna 2019      | bude oznámeno |
| 311          | 12        | Hamelin         | bude oznámeno | Simon Mirren        | Bruce Zimmerman               | 9. ledna 2019      | bude oznámeno |
| 312          | 13        | Chameleon       | bude oznámeno | A. J. Cook          | Charles Dewey a Breen Frazier | 23. ledna 2019     | bude oznámeno |
| 313          | 14        | Sick and Evil   | bude oznámeno | Rob Bailey          | Erik Stiller                  | 30. ledna 2019     | bude oznámeno |
| 314          | 15        | Truth or Dare   | bude oznámeno | Glenn Kershaw       | Erica Meredith                | 6. února 2019      | {{}}          |

### Patnáctá řada (2020)
| Č. v seriálu | Č. v řadě | Původní název      | Český název   | Režie                | Scénář                            | Premiéra v USA | Premiéra v ČR   |
| ------------ | --------- | ------------------ | ------------- | -------------------- | --------------------------------- | -------------- | --------------- |
| 315          | 1         | Under the Skin     | bude oznámeno | Nelson McCormick     | Christopher Barbour               | 8. ledna 2020  | 10. března 2021 |
| 316          | 2         | Awakenings         | bude oznámeno | Alec Smight          | Stephanie Sengupta                | 8. ledna 2020  | 11. března 2021 |
| 317          | 3         | Spectator Slowing  | bude oznámeno | Kevin Berlandi       | Bruce Zimmerman                   | 15. ledna 2020 | 12. března 2021 |
| 318          | 4         | Saturday           | bude oznámeno | Edward Allen Bernero | Stephanie Birkitt a Breen Frazier | 22. ledna 2020 | 15. března 2021 |
| 319          | 5         | Ghost              | bude oznámeno | Diana Valentine      | Bobby Chacon a Jim Clemente       | 29. ledna 2020 | 16. března 2021 |
| 320          | 6         | Date Night         | bude oznámeno | Marcus Stokes        | Breen Frazier                     | 5. února 2020  | 17. března 2021 |
| 321          | 7         | Rusty              | bude oznámeno | Rachel Feldman       | Erica Meredith a Erik Stiller     | 5. února 2020  | 18. března 2021 |
| 322          | 8         | Family Tree        | bude oznámeno | Alec Smight          | Bruce Zimmerman                   | 12. února 2020 | 19. března 2021 |
| 323          | 9         | Face Off           | bude oznámeno | Sharat Raju          | Christopher Barbour               | 19. února 2020 | 22. března 2021 |
| 324          | 10        | And in the End ... | bude oznámeno | Glenn Kershaw        | Erica Messer a Kirsten Vangsness  | 19. února 2020 | 23. března 2021 |